# Potentilla reptans

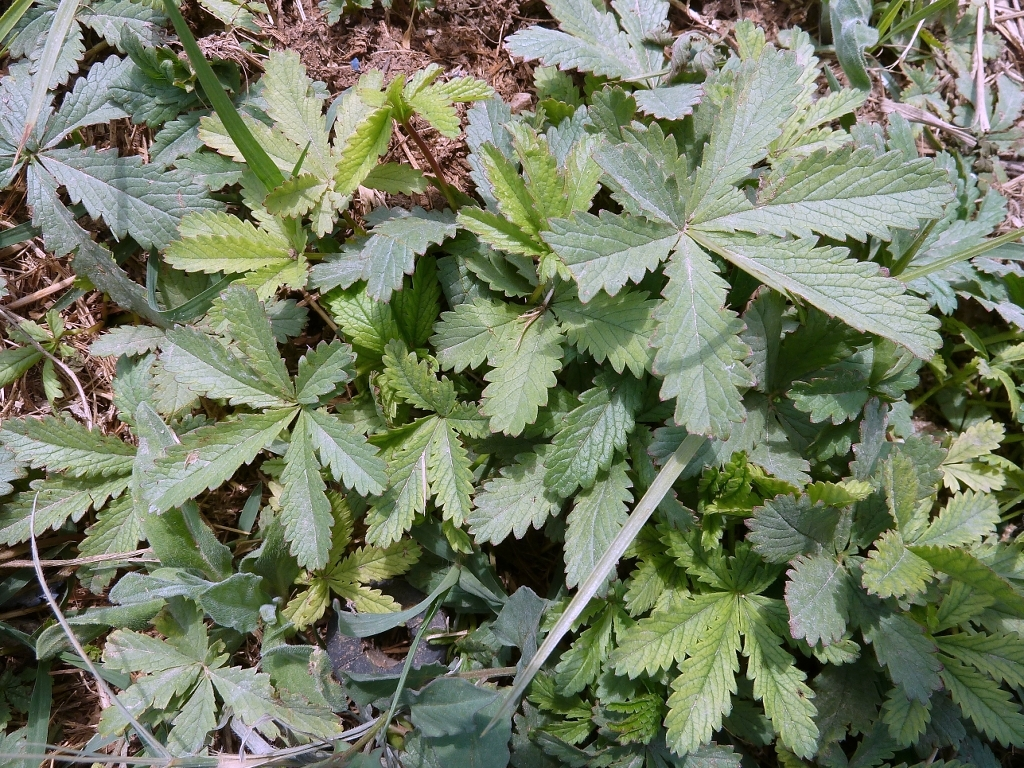
Hojas de 5 lóbulos que le dan el más corriente de sus nombres vernáculos.

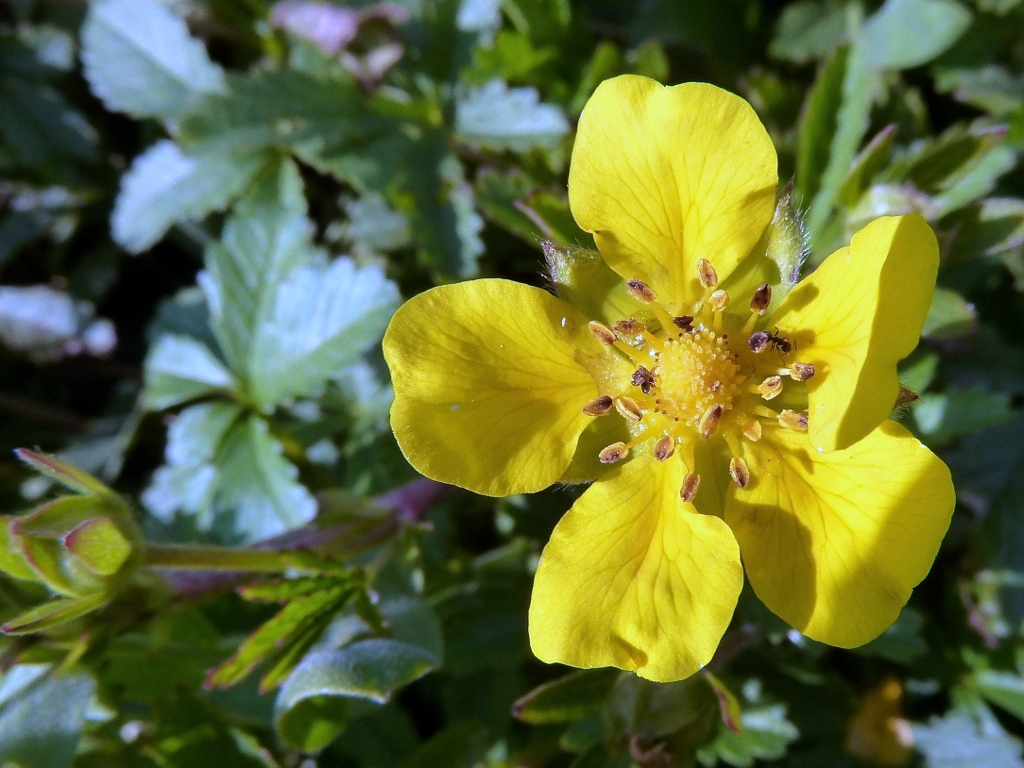
Flor, detalle

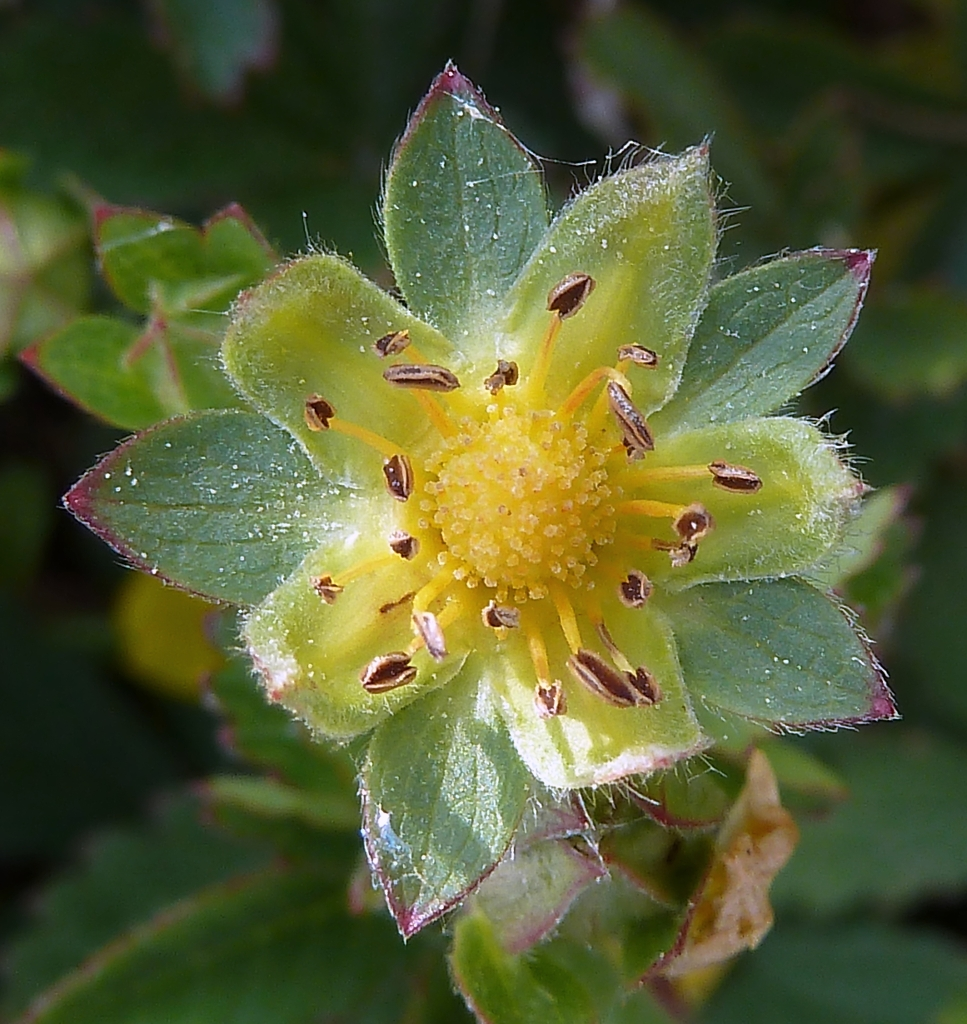
Flor desprovista de sus pétalos caedizos evidenciando el cáliz y epicáliz.

Cincoenrama, quinquefolio, pie de Cristo o pata de gallina (Potentilla reptans) es una especie de planta herbácea perenne de la familia de las Rosáceas.

## Descripción
Es planta de tallos decumbentes estoloníferos de hasta 1m de largo, enraízando  en algunos nudos, glabros o más o menos pubescentes, con pelos erecto-patentes o patentes. Las hojas son  todas digitadas, largamente pecioladas, con 5 -7  foliolos obovado-cuneados u oblongo-obovados, inciso-dentados, con 5-16 dientes, glabrescentes o pubescentes. Las estípulas, pequeñas, son muy diferentes de los folíolos. Las flores, todas solitarias, son axilares, con pedicelos de 1-20 cm. Tienen un calículo de 5 lóbulos de 3-6 mm , con frecuencia más largos que los sépalos, a veces subiguales y raramente algo más cortosy un cáliz de 5 sépalos de  4-7 mm, triangular-ovados ovado-lanceolados, más o menos seríceos, glabros en la cara superior o con un corto tomento blanquecino en la porción distal. La corola, con 4-5 pétalos de 5-12 mm, son amarillos y a menudo emarginados. El gineceo lleva unos 60-150 carpelos glabros con estilos milimétricos más o menos cónicos en la base y engrosados en el ápice. Hay 20 estambres con anteras de 0,8-2mm. Los frutos son aquenios  milimétricos  lisos o ruguloso-tuberculados, glabros.

## Distribución y hábitat
Nativa en Europa - incluso septentrional, África mediterránea y Asia hasta India. Naturalizada en el resto del mundo y prácticamente cosmopolita.
En pastos y descampados algo húmedos, esencialmente sobre sustrato margo-arcilloso en lugares soleados. 

## Propiedades
- Utilizado para tratar las fiebres periódicas.
- Para el lavado de úlceras por sus propiedades astringentes.
- Usada en el tratamiento de la diarrea[3]

## Variedades aceptadas
- Potentilla reptans var. reptans
- Potentilla reptans var. sericophylla Franch.[4]

Todos los otros taxones infraespecíficos descritos son considerados como sinónimos de esta u otras especies

## Taxonomía
Potentilla reptans fue descrita por  Carlos Linneo  y publicado en Species Plantarum, vol. 1, p. 499 en 1753
Citología:
- 2n=28

Sinonimia
- Dasiphora reptans (L.) Raf.
- Dynamidium reptans (L.) Fourr., comb. inval.
- Fragaria pentaphylla Crantz, nom. illegit.
- Fragaria reptans (L.) Crantz
- Potentilla abyssinica A.Rich.
- Potentilla anomala Ledeb.
- Potentilla cacerensis Riv.Mateos
- Potentilla lanata (Lange) Zimmeter
- Potentilla microphylla (Tratt.) Zimmeter
- Potentilla pinnatifida J.Presl & C.Presl
- Potentilla procumbens auct. iber.
- Potentilla repens L.
- Potentilla reptans raza lanata (Lange) Th.Wolf in Asch. & Graebn.
- Potentilla reptans subvar. sericea (Bréb.) Rouy & E.G.Camus
- Potentilla reptans var. lanata Lange
- Potentilla reptans var. minor Ser. in DC.
- Potentilla reptans var. sericea Bréb.
- Potentilla sessilis F.W.Schmidt
- Potentilla subpedata K.Koch
- Tormentilla reptans L.[7][8]

## Nombres vernáculos
- Castellano: brasadera, camarroya, cientoenrama, cinco en rama (12), cinco en rama común (2), cinco en rama menor de flor amarilla, cinco en rama vulgar (2), cinco en ramo, cinco fojas, cincoenrama (17), corredera de huerta, corretera, corrigüela borde, cruco en rama, cuerdas (2), enredaderas, fraga, fraguera, fresa, golondrillo, golondrino, hierba de la raíz negra, hierba para las almorranas, hoja de fresa loca, lloraga, loraca (3), madroncillo, maibeta, mayeta, mayueta, mermasangre, pata de gallina (4), pata de gallo (4), patita de gallina, pentafilo, pentafilon, pie de Cristo (14), pie de gallina (6), pie de gallo (4), pie de león, planta para las almorranas, planta preventiva de almorranas (2), potentilla (2), poteta de Colom, quinquefolio (6), quinquefolio humilde, raíz negra (2), siete en rama (2), sieteenrama (2), sietenrama (3), sietenrrama, zaribel, zingorri. Las cifras entre paréntesis indican la frecuencia del vocablo en España; en negrita, los más comunes.[9]